# Ian Walker
Ian Michael Walker (født 31. oktober 1971 i Watford) er en engelsk tidligere fodboldspiller. Hans tidligere klubber inkluderer Tottenham Hotspur, Leicester City og Bolton Wanderers. Walker er søn af den tidligere walisiske målmand Mike Walker. 
Han spillede i hans karriere 4 kampe for England, og deltog ved både EM i fodbold 1996 og EM i fodbold 2004. 